# فيرنون ناغل
فيرنون ناغل (بالإنجليزية: Vernon Nagel)‏ (6 مارس 1905 في أستراليا - 27 أبريل 1974) هو لاعب كريكت أسترالي. لعب مع فريق فكتوريا للكريكت.

## وصلات خارجية
- فيرنون ناغل على موقع إي آس بي آن كريك إنفو (الإنجليزية)